# Pośrednia Gankowa Przełączka
Pośrednia Gankowa Przełączka (słow. Prostredná Ganková štrbina, ok. 2400 m) – przełączka znajdująca się w masywie Ganku, w grani głównej Tatr w słowackiej części Tatr Wysokich. Oddziela główny wierzchołek masywu (Wielki Ganek) od sąsiadującego z nim na północnym zachodzie Pośredniego Ganku. Na siodło Pośredniej Gankowej Przełączki nie prowadzą żadne znakowane szlaki turystyczne, taternicy odwiedzają ją najczęściej przy okazji wejścia na Wielki Ganek od północy.
Do Doliny Kaczej z Pośredniej Gankowej Przełączki opada olbrzymia Rynna Szczepańskich, przez Władysława Cywińskiego nazywana Żlebem Świerza. Jest to największa depresja na całej północn0-wschodniej ścianie Ganku. Wraz z dolną częścią (Rynna Birkenmajera) jej deniwelacja wynosi 680 m. Na przeciwległą stronę, na Rumanową Ławkę w Dolince Rumanowej z przełączki opada prosty żleb, niżej przekształcający się w urwisty komin. Deniwelacja tej depresji jest trzykrotnie mniejsza niż Rynny Szczepańskich.

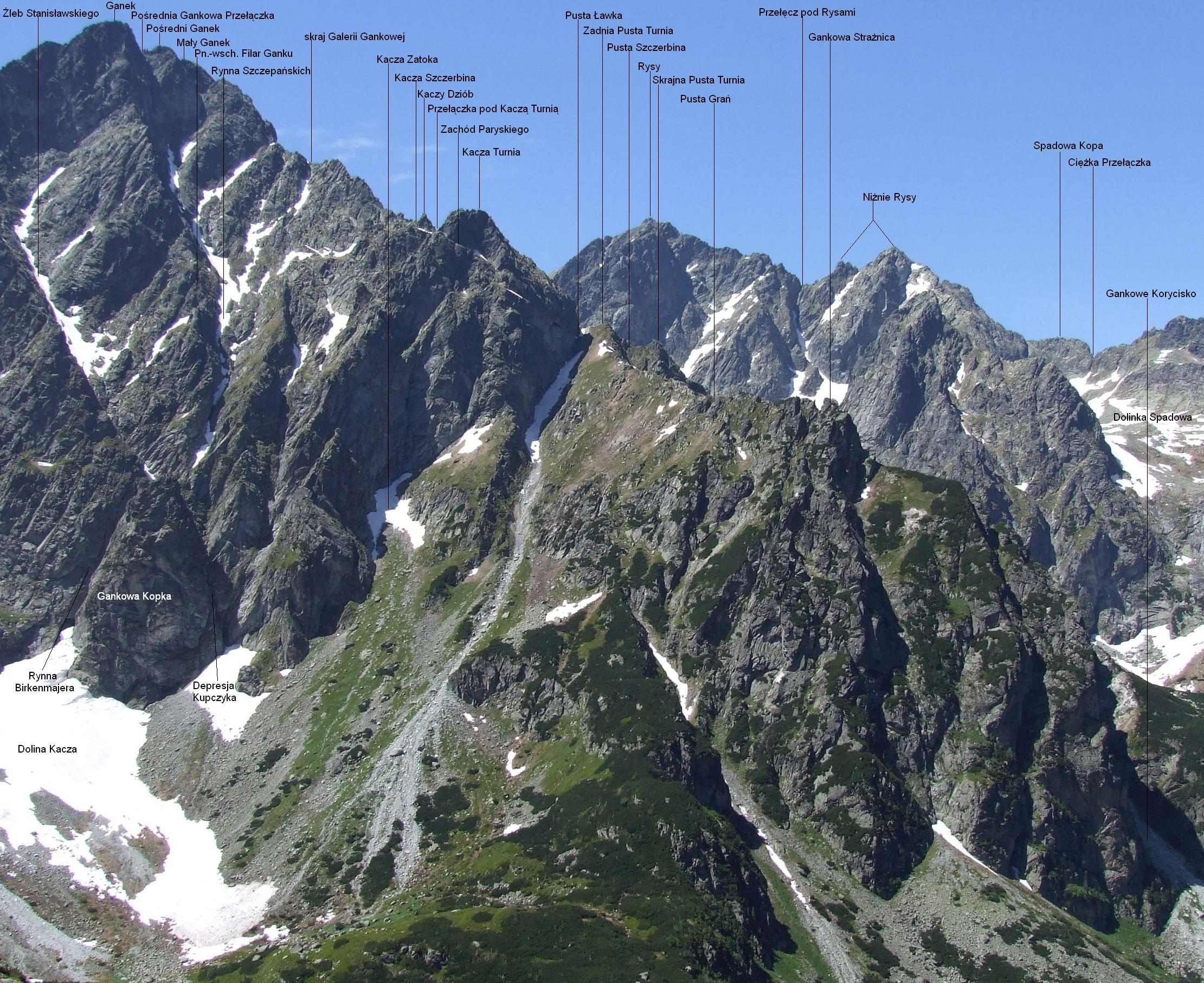
Widok z Doliny Litworowej